# 91389 Davidsaewert
91389 Davidsaewert este o planetă minoră (asteroid) din centura de asteroizi. A fost descoperită pe 9 mai 1999 la Catalina Station⁠(d) de Catalina Sky Survey. 
Obiectul prezintă o orbită caracterizată de o semiaxă mare de 2,6689895411636 UAi, o excentricitate de 0,16798627112531, o înclinație de 6,2594623458248 ° în raport cu ecliptica.